# Vijolična
Vijolična je mešanica barv modre in rdeče. Je barva ametista, sivke in lepoplodke (Callicarpa). Imenuje se po vijolici (Viola). Podobni barvi sta škrlatna in magenta (fuksija).
Vijolični cvetovi in njihova barva so simbolično povezani z lezbično ljubeznijo. Ta povezava izvira od starogrške pesnice Sapfo, ki v eni od svojih pesmi opisuje izgubljeno ljubezen z »vencem vijoličnih diadem, prepletenih šopkov vrtnic, komarčka in žafrana, spletenih okrog« njenega vratu.